# Vsetíni járás

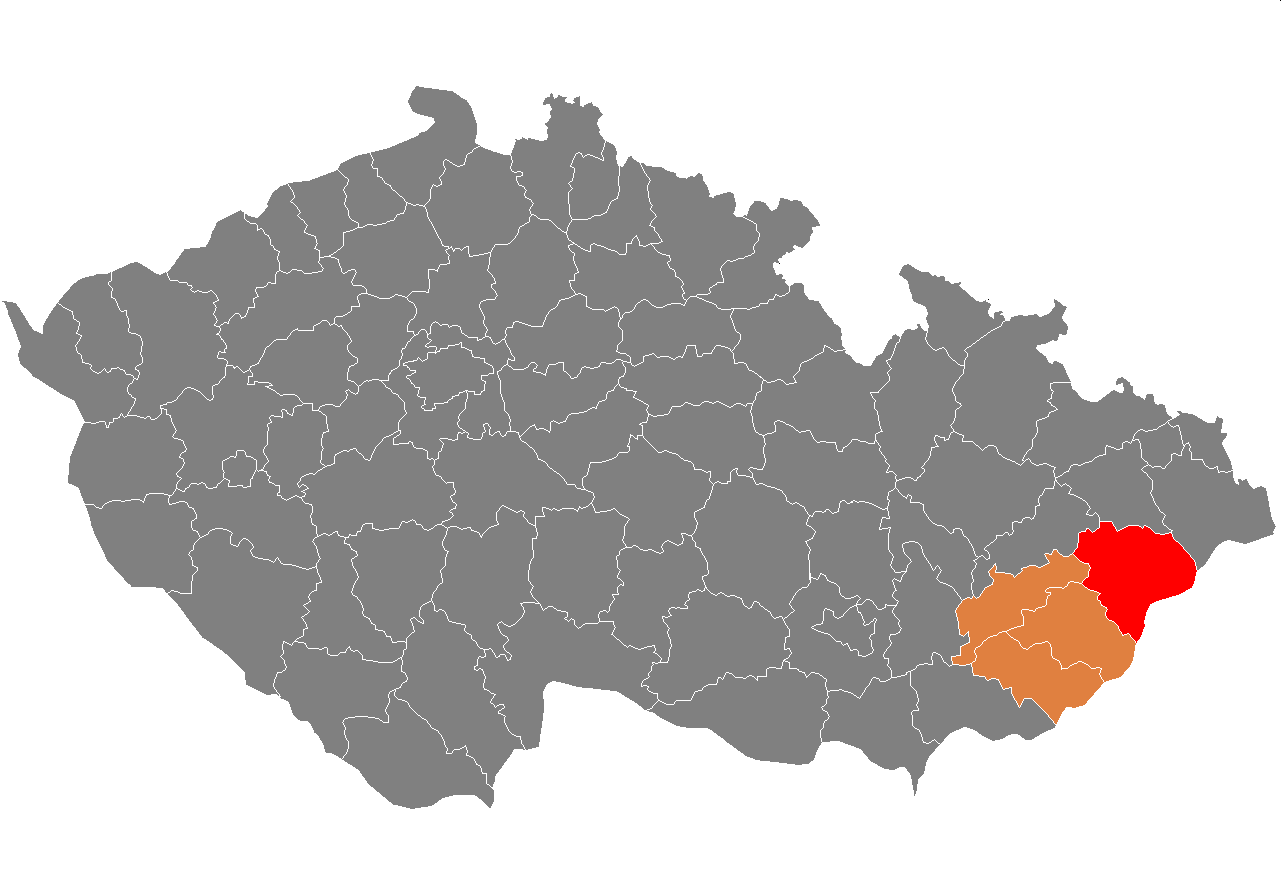
A Vsetíni járás

A Vsetíni járás (csehül: Okres Vsetín) közigazgatási egység Csehország Zlíni kerületében. Székhelye Vsetín. Lakosainak száma 147 362 fő (2009). Területe 1142,87,59 km².

## Városai, mezővárosai és községei
A városok félkövér, a mezővárosok dőlt, a községek álló betűkkel szerepelnek a felsorolásban.
Branky •
Bystřička •
Choryně •
Dolní Bečva •
Francova Lhota •
Halenkov •
Horní Bečva •
Horní Lideč •
Hošťálková •
Hovězí •
Huslenky •
Hutisko-Solanec •
Jablůnka •
Janová •
Jarcová •
Karolinka •
Kateřinice •
Kelč •
Kladeruby •
Krhová •
Kunovice •
Lačnov •
Leskovec •
Lešná •
Lhota u Vsetína •
Lidečko •
Liptál •
Loučka •
Lužná •
Malá Bystřice •
Mikulůvka •
Nový Hrozenkov •
Oznice •
Podolí •
Police •
Poličná •
Pozděchov •
Prlov •
Prostřední Bečva •
Pržno •
Ratiboř •
Rožnov pod Radhoštěm •
Růžďka •
Seninka •
Střelná •
Střítež nad Bečvou •
Ústí •
Valašská Bystřice •
Valašská Polanka •
Valašská Senice •
Valašské Meziříčí •
Valašské Příkazy •
Velká Lhota •
Velké Karlovice •
Vidče •
Vigantice •
Vsetín •
Zašová •
Zděchov •
Zubří

## Fordítás
- Ez a szócikk részben vagy egészben  a   Vsetín District című angol Wikipédia-szócikk ezen változatának fordításán alapul.  Az eredeti cikk szerkesztőit annak laptörténete sorolja fel. Ez a jelzés csupán a megfogalmazás eredetét és a szerzői jogokat jelzi, nem szolgál a cikkben szereplő információk forrásmegjelöléseként.
- Ez a szócikk részben vagy egészben  az   Okres Vsetín című cseh Wikipédia-szócikk ezen változatának fordításán alapul.  Az eredeti cikk szerkesztőit annak laptörténete sorolja fel. Ez a jelzés csupán a megfogalmazás eredetét és a szerzői jogokat jelzi, nem szolgál a cikkben szereplő információk forrásmegjelöléseként.